# Parachernes compressus
Parachernes compressus är en spindeldjursart som först beskrevs av Albert Tullgren 1907.  Parachernes compressus ingår i släktet Parachernes och familjen blindklokrypare. Inga underarter finns listade i Catalogue of Life.